# Cúp bóng đá châu Đại Dương 2002
Cúp bóng đá châu Đại Dương 2002 là Cúp bóng đá châu Đại Dương lần thứ 5, diễn ra ở New Zealand, từ 5 đến 14 tháng 7. Giải đấu có 8 đội tuyển tham dự, chia làm 2 bảng 4 đội, để chọn ra 2 đội đứng đầu bảng giành quyền vào vòng trong.
New Zealand giành chức vô địch lần thứ 3, sau khi vượt qua đương kim vô địch Úc 1–0 ở trận chung kết.

## Địa điểm
| Auckland |                          |                            |
| Auckland | Auckland                 | Auckland (Albany)          |
| -------- | ------------------------ | -------------------------- |
| Auckland | Sân vận động Mount Smart | Sân vận động North Harbour |
| Auckland | Sức chứa: 30.000         | Sức chứa: 25.000           |
| Auckland |                          |                            |

## Vòng chung kết

### Bảng A

#### Chi tiết
| Đội                | Điểm | Số trận | Thắng | Hòa | Thua | Bàn thắng | Bàn thua | Hiệu số |
| ------------------ | ---- | ------- | ----- | --- | ---- | --------- | -------- | ------- |
| Úc                 | 9    | 3       | 3     | 0   | 0    | 21        | 0        | +21     |
| Vanuatu            | 6    | 3       | 2     | 0   | 1    | 2         | 2        | 0       |
| Fiji               | 3    | 3       | 1     | 0   | 2    | 2         | 10       | -8      |
| Nouvelle-Calédonie | 0    | 3       | 0     | 0   | 3    | 1         | 14       | -13     |

| Fiji                   | 2–1        | Nouvelle-Calédonie |
| ---------------------- | ---------- | ------------------ |
| Toma 23' · Bukaudi 49' | (Chi tiết) | Sinedo 79'         |

| Úc                         | 2–0        | Vanuatu |
| -------------------------- | ---------- | ------- |
| Mori 69' · Despotovski 85' | (Chi tiết) |         |

| Vanuatu    | 1–0        | Fiji |
| ---------- | ---------- | ---- |
| Marango 6' | (Chi tiết) |      |

| Úc | 11–0       | Nouvelle-Calédonie |
| --- | ---------- | ------------------ |
| Despotovski 2', 56' (ph.đ.), 76', 77' · Horvat 15' · Chipperfield 22', 35' · Mori 34' · Costanzo 83' · Porter 86' · Trimboli 90+' | (Chi tiết) |                    |

| Vanuatu  | 1–0        | Nouvelle-Calédonie |
| -------- | ---------- | ------------------ |
| Iwai 76' | (Chi tiết) |                    |

| Úc                                                                               | 8–0        | Fiji |
| -------------------------------------------------------------------------------- | ---------- | ---- |
| Milicic 4' · Porter 7', 12', 45', 52' · Juric 36' · Trimboli 46' · De Amicis 89' | (Chi tiết) |      |

Úc và Vanuatu giành quyền vào bán kết.

### Bảng B

#### Kết quả
| Đội              | Điểm | Số trận | Thắng | Hòa | Thua | Bàn thắng | Bàn thua | Hiệu số |
| ---------------- | ---- | ------- | ----- | --- | ---- | --------- | -------- | ------- |
| New Zealand      | 9    | 3       | 3     | 0   | 0    | 19        | 2        | +17     |
| Tahiti           | 6    | 3       | 2     | 0   | 1    | 6         | 7        | -1      |
| Quần đảo Solomon | 1    | 3       | 0     | 1   | 2    | 3         | 9        | -6      |
| Papua New Guinea | 1    | 3       | 0     | 1   | 2    | 2         | 12       | -10     |

#### Chi tiết
| Papua New Guinea | 0–0        | Quần đảo Solomon |
| ---------------- | ---------- | ---------------- |
|                  | (Chi tiết) |                  |

| New Zealand                                            | 4–0        | Tahiti |
| ------------------------------------------------------ | ---------- | ------ |
| Nelsen 30' · Vicelich 49' · Urlovic 80' · Campbell 88' | (Chi tiết) |        |

| Tahiti                                         | 3–2        | Quần đảo Solomon       |
| ---------------------------------------------- | ---------- | ---------------------- |
| Booene 42' · Tagawa 57' · Fatupua-Lecaill 90+' | (Chi tiết) | Daudau 8' · Menapi 25' |

| New Zealand                                                                               | 9–1        | Papua New Guinea |
| ----------------------------------------------------------------------------------------- | ---------- | ---------------- |
| Killen 9', 10', 28', 51' · Campbell 27', 85' · Nelsen 54' · Burton 87' · De Gregorio 90+' | (Chi tiết) | Aisa 35' (ph.đ.) |

| Tahiti                       | 3–1        | Papua New Guinea |
| ---------------------------- | ---------- | ---------------- |
| Garcia 29' · Tagawa 49', 64' | (Chi tiết) | Davani 43'       |

| New Zealand                                                      | 6–1        | Quần đảo Solomon |
| ---------------------------------------------------------------- | ---------- | ---------------- |
| Vicelich 28', 45' · Urlovic 42' · Campbell 50', 75' · Burton 88' | (Chi tiết) | Fa'arodo 73'     |

New Zealand và Tahiti giành quyền vào bán kết.

## Vòng đấu loại trực tiếp
|  | Bán kết               | Bán kết     |                       |   | Chung kết | Chung kết |
|  |                       |             |                       |   |           |           |
|  | 12 tháng 7 - Auckland |             |                       |   |           |           |
|  |                       |             |                       |   |           |           |
|  | Úc                    | 2           |                       |   |           |           |
|  | Úc                    | 2           | 14 tháng 7 - Auckland |   |           |           |
|  | Tahiti                | 1           |                       |   |           |           |
|  | Tahiti                | 1           | Úc                    | 0 |           |           |
|  | 12 tháng 7 - Auckland |             | Úc                    | 0 |           |           |
|  |                       | New Zealand | 1                     |   |           |           |
|  | New Zealand           | New Zealand | 1                     | 3 |           |           |
|  | New Zealand           |             |                       | 3 |           |           |
|  | Vanuatu               | 0           |                       |   |           |           |
|  | Vanuatu               | 0           | Tranh hạng ba         |   |           |           |
|  |                       |             |                       |   |           |           |
|  | 14 tháng 7 - Auckland |             |                       |   |           |           |
|  |                       |             |                       |   |           |           |
|  | Tahiti                | 1           |                       |   |           |           |
|  | Tahiti                | 1           |                       |   |           |           |
|  | Vanuatu               | 0           |                       |   |           |           |

### Bán kết
| Úc                    | 2–1 (h.p.) | Tahiti       |
| --------------------- | ---------- | ------------ |
| Porter 88' · Mori 96' | (Chi tiết) | Zaveroni 38' |

| New Zealand                  | 3–0        | Vanuatu |
| ---------------------------- | ---------- | ------- |
| Burton 13', 65' · Killen 23' | (Chi tiết) |         |

### Tranh hạng ba
| Tahiti    | 1–0        | Vanuatu |
| --------- | ---------- | ------- |
| Auraa 65' | (Chi tiết) |         |

### Chung kết
| New Zealand | 1–0        | Úc |
| ----------- | ---------- | -- |
| Nelsen 78'  | (Chi tiết) |    |

### Vô địch
| Vô địch Cúp bóng đá châu Đại Dương 2002 New Zealand Lần thứ ba |